# Bassaniana decorata
Bassaniana decorata är en spindelart som först beskrevs av Karsch 1879.  Bassaniana decorata ingår i släktet Bassaniana och familjen krabbspindlar. Inga underarter finns listade.